# Júlia (grup musical)
Júlia és un grup de música pop en valencià, el nucli del qual el formen dos alcoianes, Estela Tormo i Lídia Vila.
La seua aventura va començar en 2012 amb una maqueta (El mecanoscrit), guardonada l'any següent als Premis Ovidi. Arran del guardó es van incorporar altres músics, i en 2015 van traure el seu primer disc d'estudi, Nuvolàstic. El disseny de l'àlbum va tornar a ser premiat als Ovidi, a més d'arribar com a finalistes en la categoria de millor disc pop.
El 2017 van llançar el segon àlbum, en el qual es van consolidar com a duo. Van tornar a sons més electrònics i al dream pop que havia marcat els seus inicis.
Va col·laborar amb Clara Andrés el 2019, en la coproducció L'eix radical. A l'inici de 2021 Júlia va tornar amb el seu tercer àlbum propi, amb el nom Casa.
El projecte inicial ha anat evolucionant, d'un tipus de música electrònica molt suau i melòdica fins a arribar al terreny del pop elèctric. Una marca característica del grup és la veu versàtil de la seua cantant, Estela.

## Discografia
- El mecanoscrit (autoedició/maqueta, 2012)
- Nuvolàstic (Malatesta Records, 2015)
- Pròxima B (Malatesta Records, 2017)
- Casa (Hidden Track Records, 2021)

com Júlia & Clara Andrés
- L'eix radical (Sotabosc, 2019)